# NTT Docomo
A NTT DoCoMo (株式会社エヌティティドコモ, Enutiti Dokomo) é a principal empresa de telefonia celular do Japão. O nome é oficialmente uma abreviatura da expressão, "fazer comunicações sobre a rede móvel", e é também a partir de uma frase de doko mo, que significa "por toda parte", em japonês. DoCoMo prevê telefone, vídeo, telefone (FOMA e Alguns PHS), i-mode (internet), e correio (i-mode mail, Correio curta, e SMS) de serviços.
Docomo foi girado fora da Nippon Telegraph e Telephone (NTT), em agosto de 1991, para assumir as operações móveis celulares. DoCoMo prevê 2G (Mova) PDC serviços celulares em 800 MHz e 1,5 GHz (34 MHz de banda total) e 3G (FOMA) W-CDMA serviços nos 2 GHz (UMTS 2100) e 800 MHz (UMTS800 (Band VI)) e 1800 MHz (UMTS1800 (Band IX)) bandas. Seus negócios também incluem PHS (Paldio), chamada de pessoas, e por satélite. DoCoMo PHS serviço terminou em 7 de janeiro de 2008.
A empresa foi criada em agosto de 1991 após um spin-off feito na Nippon Telegraph and Telephone.

## Clientes
NTT DoCoMo é uma filial do operador histórico do Japão telefonista NTT. A maioria das ações da NTT DoCoMo são de propriedade da NTT (que é de 31% para 55% pertencem ao governo). Enquanto alguns NTT ações são negociadas publicamente, o controlo da empresa pelos interesses japoneses (Governo e civis) é garantida pelo número de ações disponíveis para os compradores. Proporciona comunicações sem fio de voz e dados para muitos assinantes no Japão. NTT DoCoMo é o criador de W-CDMA, bem como tecnologia móvel i-mode serviço. NTT DoCoMo tem mais de 53 milhões de clientes (em Março de 2008), que é mais de metade do mercado do Japão celulares. A empresa oferece uma ampla variedade de serviços multimídia móveis. Estes incluem i-mode que fornece e-mail e acesso à Internet para mais de 50 milhões de assinantes, e FOMA, lançado em 2001 como o primeiro do mundo baseado no serviço móvel 3G W-CDMA. Além da filial filiais na Europa e na América do Norte, a empresa está expandindo seu alcance global através de alianças estratégicas com fornecedores de serviços móveis e multimédia na Ásia-Pacífico e Europa. NTT DoCoMo está listado na de Tóquio (9437), Londres (NDCM), e Nova Iorque (DCM) bolsas de valores. Em 19 de abril de 2008, foi anunciado que Ryuji Yamada, o actual co-presidente da NTT DoCoMo, será promovida como presidente da NTT DoCoMo, em Junho de 2008. Masao Nakamura permanecerá no NTT DoCoMo como um diretor e também o conselheiro sênior. Desde Outubro de 2006, quando a introdução ao serviço que permite ao usuário carregar seu número de telefone original com um novo fornecedor foi feita, NTT DoCoMo tem perdido muitos usuários a KDDI e SoftBank. Esta promoção foi feita de forma a conseguir mais usuários para a NTT DoCoMo.

## I & D
Enquanto a maioria dos operadores móveis a nível mundial não desempenham qualquer significativo em I & D e dependem de fornecedores de equipamento para o desenvolvimento e fornecimento de novo equipamento de comunicações, NTT DoCoMo continua a NTT muito extensa tradição de I & D esforços. Foi, principalmente da DoCoMo fortes investimentos em I & D, a qual permitiu DoCoMo para introduzir comunicações 3G e i-mode serviços de dados muito antes de tais serviços foram introduzidos em qualquer outro lugar do mundo. Em outubro de 2007, o protótipo Bem celular do Japão da NTT DoCoMo Inc. e a Mitsubishi Electric Corp foi lançada no CEATEC. Verifica saúde com uma moção sensor que detecta movimento corporal e as medidas calorias, e inclui uma breathalyzer.
Em 24 de janeiro de 2008, NTT DoCoMo anunciou que fizeram ligações com o Google. Ao fazer isso, todos os modelos após o FOMA904i modelos são capazes de visualizar vídeos YouTube.

## Mascote
A mascote da empresa é Docomodake, um cogumelo, o que é uma celebridade no Japão. Ele ainda é o herói de um jogo para Nintendo DS, Docomodake DS, e tem uma vasta variedade de merchandising, como telefone celular precintas, chaveiros, pelúcia e bonecas. Como um tipo de publicidade método, existem muitos tipos de Docomodakes como a mãe e o pai, que simboliza os planos que a NTT DoCoMo oferece.

## Docomo investimentos fora do Japão
NTT DoCoMo tem um vasto leque de investimentos estrangeiros. No entanto, NTT DoCoMo não foi bem sucedida em investir no estrangeiro transportadoras. Docomo tinha investido muito grande multi-bilionária montantes em KPN, Hutchison Telecom (incluídas 3, Hutch, etc.), KTF, a AT & T Wireless, e teve de write-off ou vender todos estes investimentos estrangeiros em companhias aéreas. Como resultado, DoCoMo reservado E.U. um total de cerca de US $ 10 bilhões em perdas, enquanto que durante o mesmo tempo DoCoMo do Japão operações foram rentáveis. Em Dezembro de 2007, NTT DoCoMo e KT Freetel têm conjuntamente investiu 200 milhões de dólares para um total de 33% de participação em U Mobile Malásia. O anúncio é, sem dúvida um dos mais importantes comunicações móveis lidar na Malásia, até à data em que tenha o enorme potencial para mudar o modelo de negócio da indústria local de telecomunicações a partir de uma cobertura de uma paisagem dominada produtos e conteúdos através de uma impulsionado o fluxo de conhecimentos e experiência de ambos NTT DoCoMo e KT Freetel. Em Novembro de 2008 NTT DoCoMo adquiriu uma participação de 26% em Tata Teleservices para 2,7 mil milhões de dólares, o número 6 na indústria indiana de telecomunicações e de propriedade do grupo Tata. A Índia é o mais rápido crescimento mundial de celulares do mercado, acrescentando que muitos como 9 milhões de novos clientes por mês. DoCoMo acredita que tem muito mais espaço para crescer na Índia. Tata Teleservices (que vende sob a marca Tata IndiCom) tem 29 milhões dos 300 milhões de assinantes. Em 2012, a DoCoMo iniciou suas atividades no Brasil. Com investimento inicial de R$ 5 Milhões, a empresa terá foco nos empresas.

## Satélites
| Satélite | Fabricante          | Data do lançamento      | Veículo de lançamento | Estado  | Nota                                    |
| -------- | ------------------- | ----------------------- | --------------------- | ------- | --------------------------------------- |
| N-Star A | Space Systems/Loral | 29 de agosto de 1995    | Ariane 44P            | Inativo |                                         |
| N-Star B | Space Systems/Loral | 05 de fevereiro de 1996 | Ariane 44P            | Inativo |                                         |
| N-Star C | Lockheed Martin     | 05 de julho de 2002     | Ariane 5G             | Ativo   |                                         |
| N-Star D | Lockheed Martin     | 12 de abril de 2006     | Zenit-3SL             | Ativo   | Também conhecido por JCSAT-9 e JCSAT-5A |